# Catharine Wernicke
Catharine Riddervold Wernicke, född 14 april 1789 i Kolding, död där 5 juni 1862, var en dansk pianist. Hon var dotter till Israel Gottlieb Wernicke.
Wernicke var en framstående pianist och så vitt känt den första danska kvinna, som framträdde offentligt som sådan, 1806 i Hamburg, 1810 och 1824 i Köpenhamn på Det Kongelige Teater. Steen Steensen Blicher hyllade henne i dikten Klaverspillerinden.